# Liu Hongyu (snookerzysta)
Liu Hongyu (chiń. 刘宏宇; ur. 21 kwietnia 2004 w Guangdong) — chiński snookerzysta. Jako zwycięzca APSBF Asia Pacific Open Snooker Championship w 2023 otrzymał dwuletnie prawo gry w zawodowym World Snooker Tour od sezonu 2024/25.

## Kariera
Liu Hongyu jako nastolatek grał na szczeblu krajowym i trenował w World Snooker Academy w Guangdong. Zwrócił na siebie uwagę w 2019 roku, gdy mając zaledwie 15 lat pokonał zawodowego gracza Xiao Guodonga na turnieju CBSA. Niedługo później dotarł do półfinału swojego pierwszego występu na Mistrzostwach Świata U-21 . Ze względu na ograniczenia spowodowane pandemią COVID-19 przez kolejne dwa lata nie grał w żadnych turniejach międzynarodowych. Na Mistrzostwach WSF 2023 ponownie dotarł do ćwierćfinału, w którym przegrał ze zwycięzcą Ma Hailongiem.
Podczas krajowych eliminacji CBSA do World Snooker Tour, w których dotarł już do półfinału w 2021 roku, przegrał dopiero w finale z Jiang Junem w 2023 roku. Następnie wziął udział w Mistrzostwach Azji i Pacyfiku . Pokonał m.in. byłego zawodowca Petera Devlina 4-1, a w finale swojego rodaka Wanga Yuchena, również mającego doświadczenie w turniejach zawodowych, 6-1. Łącznie podczas całego turnieju przegrał tylko po jednej partii z tymi dwoma zawodnikami. Zdobycie tytułu oznaczało kwalifikację do profesjonalnego touru, dzięki czemu w wieku 19 lat zapewnił sobie miejsce na kolejne dwa lata.
Rozpoczął swoją zawodową karierę od trzech zwycięstw w Championship League w 2023 roku, wygrywając swój pierwszy mecz 3-1 z Rickym Waldenem . Odpadł jednak w rundzie pośredniej. Zwycięstwo 5-1 nad Hammadem Miahem w European Masters było jego pierwszym zwycięstwem w turnieju pucharowym. Zwycięstwo 4-3 nad Shaunem Murphym rozpoczęło jego karierę w English Open w październiku, po którym nastąpiły zwycięstwa nad innymi silnymi przeciwnikami, takimi jak Joe O'Connor, Chris Wakelin, Mark Williams i Ding Junhui. Tylko Zhang Anda w półfinale zatrzymał jego marsz. W kolejnych pięciu turniejach z rzędu przegrał pierwsze mecze. Dopiero podczas Scottish Open odniósł kolejne zwycięstwo – ponownie pokonując Murphy’ego – a do końca sezonu odnosił kolejne indywidualne zwycięstwa. Swój drugi rok rozpoczął na 67. miejscu, blisko progu 64 najlepszych wyników, co pozwoliłoby mu ugruntować swoją pozycję w trasie. Po słabszych wynikach na początku, zdobył sporo punktów w turnieju Saudi Arabia Masters, docierając do 4. rundy. Na UK Championship trzecia runda pozwoliła mu znaleźć się w pierwszej 64. Pod koniec sezonu na turnieju World Open pokonał innego czołowego zawodnika, Marka Selby'ego i dotarł do 1/8 finału. Awansował na 56. miejsce, zapewniając sobie kolejny rok w trasie.

## Występy w turniejach w karierze
| Ranking                    | [ i ] | 67            | 56            |
| Turnieje rankingowe        |       |               |               |
| Championship League        | 2R    | RR            | 2R            |
| Saudi Arabia Masters       | NH    | 5R            |               |
| Wuhan Open                 | LQ    | LQ            |               |
| English Open               | SF    | 1R            |               |
| British Open               | 1R    | LQ            |               |
| Xi'an Grand Prix           | NH    | LQ            |               |
| Northern Ireland Open      | LQ    | 1R            |               |
| International Championship | LQ    | 1R            |               |
| UK Championship            | LQ    | LQ            |               |
| Shoot Out                  | 1R    | 1R            |               |
| Scottish Open              | 2R    | LQ            |               |
| German Masters             | 1R    | 1R            |               |
| World Grand Prix           | DNQ   | DNQ           |               |
| Players Championship       | DNQ   | DNQ           |               |
| Welsh Open                 | LQ    | LQ            |               |
| World Open                 | 1R    | 3R            |               |
| Tour Championship          | DNQ   | DNQ           |               |
| World Championship         | LQ    | LQ            |               |
| Dawne turnieje rankingowe  |       |               |               |
| European Masters           | WD    | nie rozegrano | nie rozegrano |

1. ↑  Nowi gracze w Tourze nie mają rankingu.

| Legenda tabeli wyników              | Legenda tabeli wyników       | Legenda tabeli wyników                     | Legenda tabeli wyników                                                              | Legenda tabeli wyników                     | Legenda tabeli wyników                     |
| ----------------------------------- | ---------------------------- | ------------------------------------------ | ----------------------------------------------------------------------------------- | ------------------------------------------ | ------------------------------------------ |
| LQ                                  | odpadnięcie w kwalifikacjach | #R                                         | odpadnięcie we wczesnej fazie turnieju (WR = runda dzikich kart, RR = faza grupowa) | QF                                         | przegrana w ćwierćfinale                   |
| SF                                  | przegrana w półfinale        | F                                          | przegrana w finale                                                                  | W                                          | zwycięstwo                                 |
| DNQ                                 | nie zakwalifikował/a się     | A                                          | nie brał/a udziału                                                                  | WD                                         | zrezygnował/a w trakcie turnieju           |
| Legenda oznaczeń w tabelach wyników |                              |                                            |                                                                                     |                                            |                                            |
| NH / Nie roz.                       | NH / Nie roz.                | Turniej nie odbył się.                     | Turniej nie odbył się.                                                              | Turniej nie odbył się.                     | Turniej nie odbył się.                     |
| NR / Nie-rank.                      | NR / Nie-rank.               | Turniej nie był zaliczany jako rankingowy. | Turniej nie był zaliczany jako rankingowy.                                          | Turniej nie był zaliczany jako rankingowy. | Turniej nie był zaliczany jako rankingowy. |
| R / Rank.                           | R / Rank.                    | Turniej był zaliczany jako rankingowy.     | Turniej był zaliczany jako rankingowy.                                              | Turniej był zaliczany jako rankingowy.     | Turniej był zaliczany jako rankingowy.     |
| MR / Minor-Rank.                    | MR / Minor-Rank.             | Turniej był zaliczany jako minor ranking.  | Turniej był zaliczany jako minor ranking.                                           | Turniej był zaliczany jako minor ranking.  | Turniej był zaliczany jako minor ranking.  |